# Bouligny

 Boulingy  es una comuna y población de Francia, en la región de Champaña-Ardenas, departamento de Mosa, en el distrito de Verdún y cantón de Spincourt.

Está integrada en la Communauté de communes du Bassin de Landres . Es la mayor comuna de la mancomunidad, y la única del departamento de Mosa, pues el resto son de Meurthe y Mosela.

## Demografía
| 5374 | 4647 | 4022 | 3575 | 2951 | 2813 |
| Para los censos de 1962 a 1999 la población legal corresponde a la población sin duplicidades (Fuente: INSEE [Consultar]) |      |      |      |      |      |